# 高雄市立五福國民中學
高雄市立五福國民中學（英語：Kaohsiung Municipal Wu-Fu Junior High School），簡稱五福國中或福中，是臺灣高雄市的一所國民中學，創立於1966年3月21日，為當時高雄市最後一所初中——高雄市立第十二初級中學，由時任高雄市長的陳啟川動土奠基，黃孝棪任首任校長。五育（德、智、體、群、美）均衡，為當時高雄「三五七」名校（三民國中、五福國中、七賢國中）之一。近年來，由高雄市政府教育局定為健康促進學校性教育種子學校，同時也是高雄市政府教育局之「高雄市國民教育輔導團自然科研習中心」的所在地。

## 歷史
- 1966年（民國55年）3月21日12時，創立最後一所初級中學——高雄市立第十二初級中學，由時任高雄市長陳啟川動土奠基，黃孝棪任首任校長。創校初期，學校預定地內除稻田苗圃外，尚有二十幾家違章住戶，兩間臭牛皮廠。這些住戶間堅不遷離，後經多次協調，終獲解決。
- 1966年8月，開始進行招生，但由於校舍尚未完工，而向鹽埕區光榮國小借用校舍來上課。向光榮國小借教室的學生們，其實每天上午都在五福荒涼的校地上鋤草、撿石頭，直到下午光榮國小放學後才徒步前往鹽埕區上課，上課到晚上九點，就連週末也都還來學校整理校地，風雨無阻。
- 1968年（民國57年）8月1日，施行九年國民教育，因而更名為「高雄市立五福國民中學」。
- 1969年（民國58年）7月，十二中第一屆畢業生聯考，創下比當時初中男生第一志願（現前金國中）和女生第一志願高雄市立女子中學（現新興高中國中部）還要高的第一志願之畢業生紀錄[4]。
- 1970年（民國59年）8月1日，高雄市立大仁國民中學一年級共九班學生，暫借五福國中教室上課，1971年（民國60年）2月5日大仁國中學生遷入該校校舍。
- 1983年（民國72年）1月，屏東縣佳冬鄉佳冬國民小學興建新校舍，參照五福國中建校藍圖。
- 2005年（民國94年）8月，PU操場暨司令台整修完畢。
- 2007年（民國96年）1月2日，藝能中心（體操館）發生火災，體操館付之一炬。
- 2008年（民國97年）9月，拆除藝能中心，挖土機引擎起火。
- 2008年11月18日，第一期校舍改建工程順利發包，由銓興營造有限公司得標。
- 2008年12月29日，第一期新建校舍改建工程（群英樓、勤藝樓）動工。
- 2009年（民國98年），進行改善教室照明設備工程。
- 2010年（民國99年）5月27日，舉行創校以來第一次全校性校外教學。
- 2010年10月11日，第一期新建校舍改建工程落成啟用典禮暨高雄市高級中等以下學校之新建校舍展在群英樓舉行，由時任市長陳菊進行剪綵、揭牌，並由校舍老舊的管樂團、國樂團以及桌球隊優先進駐群英樓。
- 2010年（民國99年）11月17日－11月19日，因應將於2011年（民國100年）打破傳統，舉行創校以來第一次畢業旅行，首次破例二年級（18－19日）、三年級（17－19日）2000多位師生同時間於台南走馬瀨農場舉行露營活動。

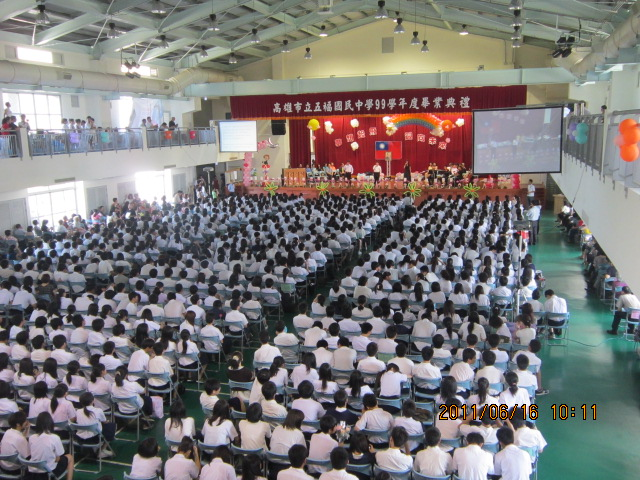
首次於群英樓3樓綜合體育館舉辦畢業典禮

- 2011年6月16日，首次於該校群英樓3樓舉辦（第41屆）畢業典禮。
- 2011年6月24日，第12屆管樂團進行最後一次團練，管樂團因校舍改建計畫暫停招生。
- 2011年6月，於原藝能中心處興建一籃球場及一網球場。
- 2011年6月30日，完成創校時興建的第一棟之物品搬遷。
- 2011年7月起， 電影《女朋友。男朋友》於校內進行拍攝，參與演出人員有藝人張孝全、桂綸鎂及鳳小岳 等，為創校時所建之第一棟拆除重建之前的最後利用。
- 2011年8月1日，輔導室陳正憲主任榮陞高雄市立彌陀國民中學校長。
- 2011年8月1日，訓導處自100學年度更名為學生事務處（簡稱學務處）。
- 2011年11月16日－11月18日，舉行創校以來第一屆畢業旅行。
- 2011年12月30日，舉行第二期新建校舍改建工程動土典禮，並開始進行第一棟門窗、裝潢拆除及圍籬裝設，自此失去操場和運動會直至2014年（民國103年）。
- 2012年（民國101年）1月18日，寒假開始，正式進行第一棟建築物拆除工程及操場重建工程。
- 2012年8月3日，於五福國中所拍攝的電影《女朋友。男朋友》 正式上映。
- 2014年6月18日，第二期新建校舍改建工程五福樓落成啟用典禮，並由時任市長陳菊進行剪綵。
- 2017年（民國106年），第三期新建校舍（致德樓）改建工程動土，原第二、三棟拆除，僅保留兩棟之間的桃花心木林與涼亭。
- 2019年（民國108年）2月，第三期新建校舍（致德樓）改建工程竣工；同年3月27日，原位於勤藝樓5樓的1年16班至1年18班，以及位於同棟右側之1年19班至1年26班搬遷至致德樓。

### 歷任校長
- 第一任：黃孝棪（1968年8月1日－1977年1月31日）
- 第二任：林茂榮（1977年2月1日－1991年7月31日）
- 第三任：田登來（1991年8月1日－1998年7月31日）
- 第四任：陳平和（1998年8月1日－2006年7月31日）
- 第五任：葉田宏（2006年8月1日－2014年7月31日）
- 第六任：陳宗慶（2014年8月1日－2022年7月31日）

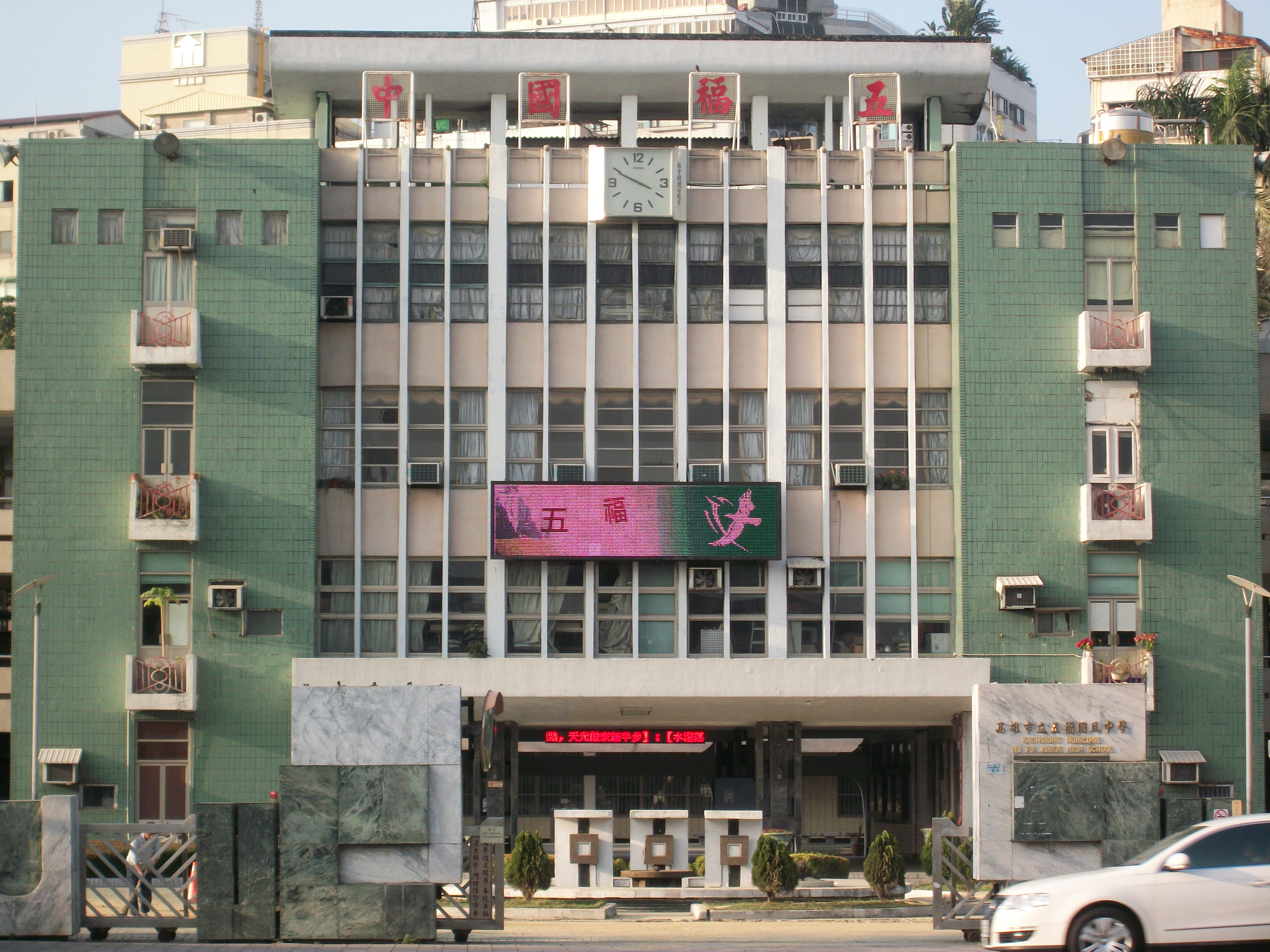
五福國中第一棟舊校舍暨大門（於2011年12月30日拆除）
其中大樓頂「五福國中」四字於2010年第1學期改為由左書寫而來

- 第七任：何茂通（2022年8月1日－迄今）

## 校舍

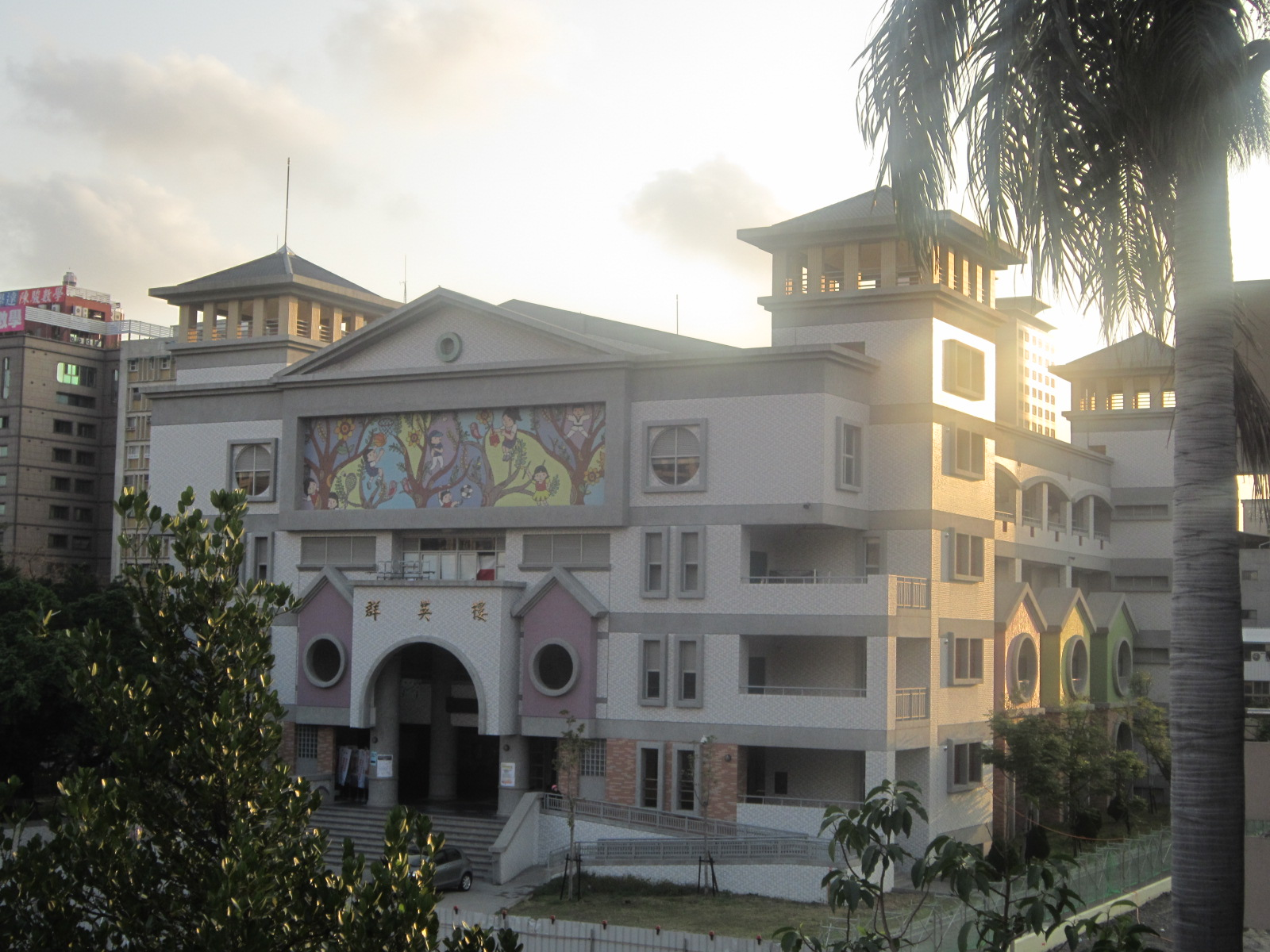
群英樓

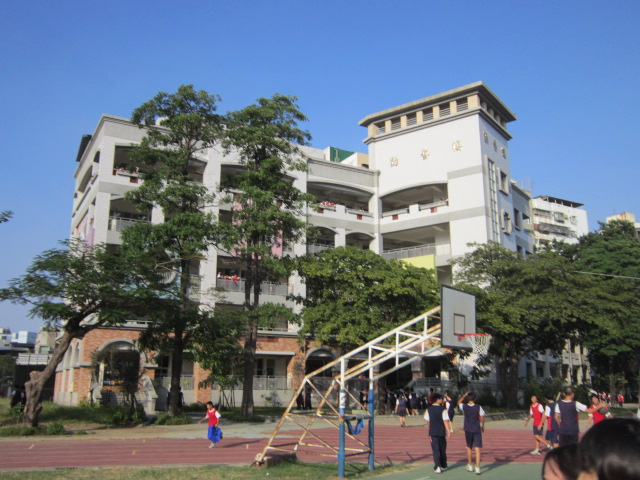
勤藝樓

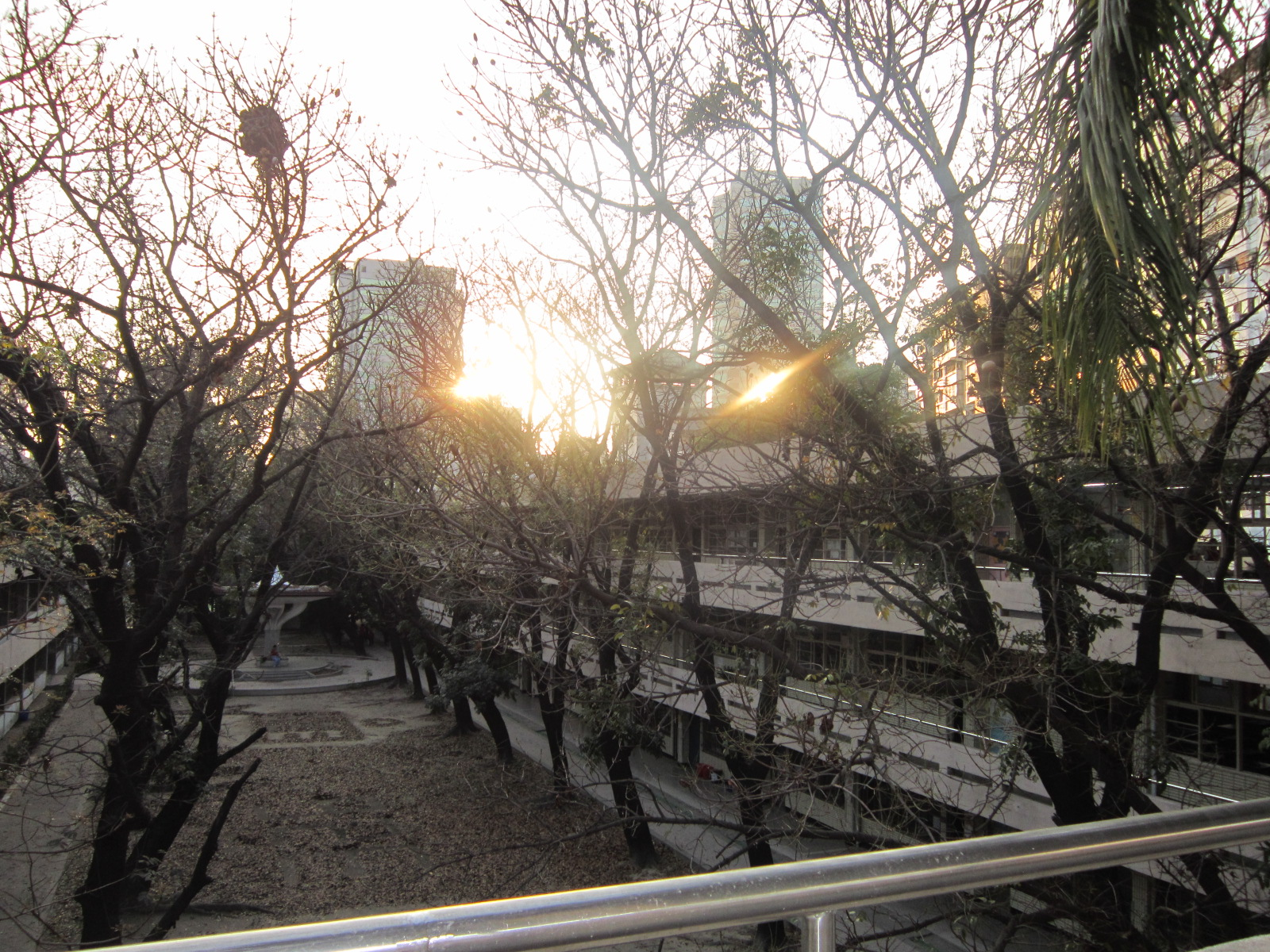
大葉桃花心木樹林與原有之第三棟校舍

五福國中校舍於1966－1968年陸續興建，由於安全上的疑慮，五福國中的校舍改建工程從2007年開始整體規劃，新校舍以城堡為主題，工程共分三期推動：第一期校舍（群英、勤藝樓）改建工程於2010年完工；第二期校舍（五福樓、操場）改建工程於2014年完工；第三期校舍（致德樓）改建工程於2019年完工。
而原有1960年代所興建之校舍，有多幅大型牆雕，部分由曾任高雄中學美術教師的高雄美術家宋世雄之作品，校舍改建後，校舍牆面之公共藝術結合了復刻原牆雕，此外在在地磚上也能見到原有牆雕的蹤跡。
- 五福樓：臨五福一路之行政、普通教學大樓
- 群英樓：臨五福一路、尚義街口之綜合教學大樓及體育館
- 勤藝樓：臨中正二路之普通教學大樓
- 致德樓：原第二、三棟拆除後興建之普通教學大樓

### 五福樓
臨五福一路及大門，舊大樓原名「介壽大樓」，後因政治因素及師生習慣以數字代表而改為「第一棟」，舊大樓於2011年12月30日拆除，新建之行政、教學大樓命名為五福樓。取名「五福」意為「五福臨門」，「五福」原出於《書經》的洪範，而「五福臨門」人人都希望。第二期校舍改建工程斥資2億8仟萬元，興建教學行政大樓，於2014年6月18日落成，並由時任高雄市長陳菊進行剪綵謝土祈福儀式。
| 6F  | 多功能會議室                                          |
| 5F  | 班級教室、資訊科技教室                                |
| 4F  | 輔導室、導師辦公室、團體諮商室、 個別諮商室、班級教室 |
| 3F  | 校長室、教務處、教具室、資訊中心、 會議室、班級教室   |
| 2F  | 學生事務處、家長會辦公室、會談室、 班級教室           |
| 1F  | 總務處、人事室、會計室、健康中心、班級教室            |
| B1F | 停車場                                                |

### 群英樓
群英樓位於原籃球場（五福一路與尚義街口）新建，由時任高雄市市長陳菊進行剪綵、揭牌，舊體育館（臨尚義街及看臺）原為全高雄市最大的體操訓練中心及2009年高雄世運體操項目中華隊運動員練習場地，但於2007年1月2日發生火災，已全部拆除。新建之綜合教學大樓命名為群英樓，取名「群英」比喻在五福國中的學生，個個都是菁英學子。於2010年10月11日落成，第一期校舍改建工程（群英樓、勤藝樓）總計斥資經費1億9,387萬元。該樓共有地上四層，底地下一層，落成初期地下一樓為停車場，一樓為體育組辦公室，二樓由管樂團、國樂團、桌球隊優先進駐，三樓及四樓為綜合體育場，可作為大型活動之舉辦會場。2011年7月因應第一棟即將拆除，所有處室遷離第一棟至群英樓，國樂團遷移至三樓綜合體育場舞臺練習，管樂團暫停招生。2011年4月29日，舉行校內音樂社團發表會《百樂爭鳴》，是音樂社團發表會首次移師回來校內演出。2011年6月16日首次於群英樓3樓舉辦第41屆畢業典禮。
| 4F  | 看臺                                          |
| 3F  | 綜合體育館                                    |
| 2F  | 專任辦公室、多功能教室、視聽教室、 獨立研究室 |
| 1F  | 體育組、生活科技教室、班級教室、午餐室        |
| B1F | 停車場                                        |

### 勤藝樓
新建臨中正二路後門之校舍，舊有第四棟保留，新大樓於舊第四棟左方延伸加蓋，新舊合併大樓則命名為勤藝樓（舊有第四棟後於2020年拆除），取名「勤藝」意為鼓勵學生勤於學習，精進技藝。
| 5F | 資訊科技教室、生活科技教室、班級教室、導師辦公室 |
| 4F | 班級教室                                         |
| 3F | 班級教室                                         |
| 2F | 班級教室                                         |
| 1F | 導師辦公室、班級教室                             |

### 致德樓
原第二、三棟拆除後興建之新校舍（不再興建第三棟），新大樓則命名為致德樓。
| 3F | 實驗室、實驗辦公室、班級教室 |
| 2F | 班級教室、導師辦公室         |
| 1F | 班級教室、圖書館             |

## 校友

### 政治
- 林益世：首位遭最高法院檢察署特偵組偵辦的校友，前任中華民國行政院秘書長
- 盛治仁：曾任行政院文建會主委，現為雲朗觀光集團總經理。
- 王欣儀：現任臺北市議員，曾任主播
- 周玲玟：現任高雄市政府觀光局長
- 侯尊堯：現任高雄市政府運動發展局
- 湯詠瑜：現任高雄市議員

### 交通建設
- 周永暉：現任財團法人中華顧問工程司董事長，前任交通部觀光局局長、交通部台灣鐵路管理局、鐵路改建工程局局長。
- 王國材：現任交通部部長，前任交通部代理部長、交通部政務次長、高雄市政府交通局長、市政顧問兼台北聯絡處主任，鼎漢工程顧問公司總經理、董事長，首任一卡通票證公司董事長。

### 軍事
- 陳勁甫：美國維吉尼亞軍校博士第一名畢業，第33屆中華民國十大傑出青年

### 司法
- 黃元冠：2000年高屏溪廢溶劑污染自來水源案辦案之檢察官

### 演藝
- 吳克羣
- 李聖傑
- A-Lin
- 周定緯
- 吳淑敏
- 蔣美恩
- 李宗霖
- 張琳
- 吳聖皓
- 林喆安

### 網路科技
- 杜奕瑾

### 體育
- 倪福德
- 許銘傑
- 陳昭穎
- 許誌為
- 潘俊榮
- 林聖凱
- 楊博壬
- 許禹壕
- 許閔嵐
- 黃俊中
- 鄭錡鴻
- 高俊強
- 陳宗甫
- 黃欽智
- 蔣智聰
- 李明進
- 蔣智賢
- 王信民
- 楊博超
- 黃宏任
- 張家浩
- 林岳平
- 彭政閔
- 陳品捷
- 梁梅宗
- 梁梅松
- 翁克堯
- 王英山
- 唐肇廷
- 謝榮豪
- 李健志
- 曾仁和
- 王正棠
- 李吳永衡
- 林書逸
- 黃子鵬
- 葉家淇
- 張景淯
- 李凱威
- 沈嘉玟

## 地理位置
位於高雄市苓雅區，校園有四個門。前門（大門）為五福一路正對著高雄市立文化中心，後門則為中正二路及高雄捷運 文化中心站 出入口2，另外於校園西側尚義街有兩個門，其中靠近群英樓之側門新建於第二期校舍改建計畫。

## 外部連結
- 高雄市立五福國民中學--全球資訊網 （页面存档备份，存于）